# Kinner R-5
Der Kinner R-5 ist ein Fünfzylinder-Sternmotor des US-amerikanischen Herstellers Kinner Airplane & Motor Corporation für Leichtflugzeuge aus den 1930er Jahren.

## Konstruktion und Entwicklung
Der Motor ist eine Weiterentwicklung des Kinner B-5 mit etwas mehr Leistung und etwas größeren Ausmaßen. Die größten Veränderungen waren eine Erweiterung der Bohrung von 117 mm auf 127 mm und eine Verlängerung des Hubs von 133,3 mm auf 139,7 mm. Daraus resultierte eine Vergrößerung des Hubraums von 7,2 Liter auf 8,8 Liter. Der R-5 ist ein etwas unruhig, aber zuverlässig laufender Motor, von dem tausende Exemplare in Schulflugzeuge während des Zweiten Weltkriegs verbaut wurden. Seine militärische Bezeichnung lautete R-540.

## Verwendung
- Fleet Finch Model R
- Kinner Sportwing
- Kinner Playboy
- Meyers OTW
- Ryan PT-22 Recruit

## Versionen
R-5
R-53
R-55
R-56

## Technische Daten (Kinner R-5)
Quelle: Jane's all the World’s Aircraft

### Allgemeine Daten
- Typ: Fünfzylindersternmotor
- Bohrung: 133,3 mm
- Hub: 139,7 mm
- Hubraum: 8,8 Liter
- Länge: 820 mm
- Höhe: 1160 mm
- Trockengewicht: 150 kg

### Komponenten
- Ventile: zwei pro Zylinder
- Gemischaufbereitung: Strombergvergaser
- Kraftstoffart: AvGas mit 73 Oktan
- Schmierung: Trockensumpf
- Kühlung: Luft

### Leistungsdaten
- Leistung: 160 PS (118 kW) maximal bei 1850 Umdrehungen pro Minute, 113 PS (83 kW) Reiseleistung bei 1800 Umdrehungen pro Minute
- Kompression: 5,5:1
- Leistungsgewicht: 1,285 kg/kWh